# Parni valjak
Parni valjak (slovensko Parni valjar) je priljubljena hrvaška pop-rock glasbena skupina, ki je delovala med letoma 1975 in 2005 ter ponovno pričela delovati po nekajletnem premoru. Nastala je ob razpadu skupine Grupa 220 leta 1975 v Zagrebu, v sestavi Aki Rahimovski (vokal), Husein Hasanefendić (kitara, vokal), Srećko Antonioli (tolkala, vokal), Zlatko Miksić (bas kitara) in Jurica Pađen (kitara, vokal). 
Za razliko od kasnejših jugoslovanskih rock skupin iz osemdesetih let, kot so Azra in Prljavo kazalište, so Parni valjak igrali bolj »mainstream« glasbo, kar jim je prineslo komercialni uspeh in veliko število zvestih oboževalcev na Hrvaškem ter v drugih bivših jugoslovanskih republikah. Prvi singl je izšel leta 1976 pri založbi PGP RTB, na njem sta bili pesmi »Parni valjak« in »Šizofrenik«. Še isto leto mu je sledil prvi studijski album Dođite na show! (Pridite na šov!), prav tako pri založbi PGP RTB. Od takrat naprej so redno, vsako leto ali dve, izdajali nove albume in kompilacije, mnogo od katerih je doseglo zlat ali platinast status, med vsemi izvajalci pa so prejeli tudi največ Porinov, hrvaških glasbenih nagrad. Z leti se je zasedba večkrat spremenila, od začetnih članov je do konca pri skupini ostal samo Husein Hasanefendić.
Ob svoji tridesetletnici leta 2005 so priredili zaključno turnejo po Hrvaški in Sloveniji, nato pa je skupina prenehala delovati. Ponovno so s koncertiranjem pričeli decembra 2009, ko so priredili turnejo po hrvaških mestih. Januarja 2022 je umrl frontman Aki Rahimovski.

## Diskografija

### Studijski albumi
1. Dođite na show!, PGP RTB, 1976
2. Glavom kroz zid, Jugoton, 1977
3. Gradske priče, CBS/Suzy, 1979
4. City Kids, CBS, 1979
5. Vruće igre, CBS/Suzy, 1980
6. Vrijeme je na našoj strani, Suzy, 1981
7. Glavnom ulicom, Suzy, 1983
8. Uhvati ritam, Jugoton, 1984
9. Pokreni se!, Jugoton, 1985
10. Anđeli se dosađuju?, Jugoton, 1987
11. Sjaj u očima, Jugoton, 1988
12. Lovci snova, Jugoton, 1990
13. Buđenje, Esnaf/Croatia Records, 1994
14. Samo snovi teku uzvodno, Croatia Records, 1997
15. Zastave, Croatia Records, Košava, 2000
16. Pretežno sunčano?, Croatia Records/Master Music, 2004

### Koncertni albumi
1. Koncert - Live '82, Suzy, 1982
2. E=mc2, Jugoton, 1986
3. Svih 15 godina - Live..., Croatia Records, 1991
4. Bez struje: Live in ZeKaeM, Croatia Records, 1995
5. Kao nekada: Live in S.C., Croatia Records/Master Music, 2001

### Kompilacije
1. Parni valjak, Suzy, 1985
2. Pusti nek' traje: Kolekcija vol. 1, Croatia Records, 1991
3. Koncentrat 1977.-1983., Hit Records/Suzy, 2005
4. Koncentrat 1984.-2005., Croatia Records, 2005

### DVD
1. 25 godina, Croatia Records/Hrvatski telekom, 2002
2. Bez struje: Live in ZeKaeM, Croatia Records, 2005

### Drugo
1. Red Tab, promocijska kaseta, Jugoton, 1990
2. 25 godina, mini-kompilacija, Croatia Records, 2000

### Singli
1. Parni valjak/Šizofrenik, Alta/PGP RTB, 1976
2. Tako prođe tko ne pazi kad ga Parni valjak zgazi/Dok si mlad, PGP RTB, 1976
3. Ljubavni jadi jednog Parnog valjka/Teško je biti sam, PGP RTB, 1976
4. Prevela me mala/O šumama, rijekama i pticama, PGP RTB, 1976
5. Oću da se ženim/Ljeto, Jugoton, 1977
6. Lutka za bal/Crni dani, Jugoton, 1977
7. Od motela do motela/Predstavi je kraj, CBS/Suzy, 1978
8. Stranica dnevnika/Ulične tuče, Jugoton, 1979
9. Kekec je slobodan, red je na nas, Croatia Records, 1991
10. Kaži ja!/Sai Baba blues/Kaži ja! NU ZAGREB PEPSI, Croatia Records, 1997
11. Mir na jastuku, Croatia Records, 2000
12. Srcekrad, Croatia Records, 2000
13. Ugasi me LIVE, Croatia Records, 2001
14. Tko nam brani/Dok si pored mene, 2002